# Liste der Monuments historiques in Nanteuil-la-Forêt
Die Liste der Monuments historiques in Nanteuil-la-Forêt führt die Monuments historiques in der französischen Gemeinde Nanteuil-la-Forêt auf.

## Liste der Objekte
| Bezeichnung | Beschreibung           | Standort                                 | Kennzeichnung | Schutzstatus | Datum | Bild |
| ----------- | ---------------------- | ---------------------------------------- | ------------- | ------------ | ----- | ---- |
| Taufbecken  | Stein, 16. Jahrhundert | in der Kirche St-Pierre-aux-Liens (Lage) | PM51000578    | Classé       | 1908  |      |